# Бречеле I (Изернија)
Бречеле I је насеље у Италији у округу Изернија, региону Молизе.
Према процени из 2011. у насељу је живело 74 становника. Насеље се налази на надморској висини од 402 м.